# Удачная посадка
Удачная посадка (англ. Happy Landing) — музыкальная романтическая комедия студии 20th Century Fox, вышедшая на экраны в 1938 году. Главную роль в фильме, снятом режиссёром Роем дель Рутом по сценарию Милтона Сперлинга и Бориса Ингстера, сыграла фигуристка Соня Хени. Лента пользовалась успехом у публики и получила в основном положительные отзывы у газетных обозревателей.

## Сюжет
Бэнд-лидер Дюк Сарджент со своим ансамблем готовится к вылету из Америки в Европу на собственном самолёте, нагруженном сотней тысяч шариков для пинг-понга, чтобы обеспечить ему плавучесть на случай падения в море (пародийная отсылка к реальному трансатлантическому перелёту певца, композитора и авиатора Гарри Ричмана). Он опаздывает к назначенному времени вылета, так как проводит время со своей пассией Фло Келли. Келли тайно делает запись романтических признаний Дюка, чтобы в дальнейшем его шантажировать. Друг Дюка и менеджер его ансамбля Джимми Холл разоблачает план Фло и разбивает её аппаратуру, после чего музыканты вылетают в Европу.
По пути на самолёте кончается горючее, и он совершает вынужденную посадку рядом с живописным городком в Норвегии, где американцы знакомятся с местной красавицей Труди Эрикссен. Девушка ждёт «возлюбленного из сказки», появление которого из дальних краёв ей предсказала ведьма. Дюк, которого Труди воспринимает как осуществление предсказания, флиртует с ней, пока не оказывается, что случайно сделал ей предложение по местным обычаям, пригласив на танец дважды. После этого он спешит покинуть Норвегию, а Джимми утешает Труди, объясняя ей, что его друг «ненавидит женщин».
Влюблённая Труди появляется в Нью-Йорке, где выступает ансамбль Сарджента, в надежде, что предсказание всё же сбудется. Дюк, для которого женщины служат только музами, к этому времени уже забывает о ней в поисках очередного источника вдохновения. Между тем Холл сам влюбляется в Труди и в качестве менеджера помогает ей раскрыть её талант фигуристки, а Фло, которая обзавелась богатым пожилым любовником, признаётся Джимми, что на самом деле всё ещё любит Дюка. Джимми помогает ей восстановить запись с признаниями Сарджента, с помощью которых она добивается от того согласия на брак, и история кончается двумя свадьбами.

## В ролях
- Соня Хени — Труди Эрикссен
- Дон Амичи — Джимми Холл
- Сизар Ромеро — Дюк Сарджент
- Джин Хершолт — Ларс Эрикссен
- Этель Мерман — Фло Келли
- Билли Гилберт — кассир
- Рэймонд Скотт — руководитель квинтета
- Эл Брендел — Йонни
- Уолли Вернон — Эл Махони
- Марсель Корде — цыганка
- Джозеф Крехан — агент

## Съёмочная группа
- Рой дель Рут — режиссёр
- Дэррил Ф. Занук — продюсер
- Милтон Сперлинг и Борис Ингстер — авторы сценария
- Джон Месколл — оператор
- Дэвид Баттолф, Сирил Мокридж, Эрнст Тох — композиторы
- Гарри Лоси — хореограф
- Бернард Херзберн и Марк-Ли Керк — художники-постановщики
- Томас Литтл — художник-декоратор

## Производство
В процессе работы над лентой ей присваивали названия «Счастливый конец» (англ. Happy Ending), «Горячие и счастливые» (англ. Hot and Happy) и «Хлеб, масло и ритм» (англ. Bread, Butter and Rhythm).
Руководитель студии 20th Century Fox Дэррил Ф. Занук заказал сценаристам «более эмоциональную» картину, чем предыдущий фильм с участием Хени «Тонкий лёд» — «реалистичную, крепкую комедийную драму», не скатывающуюся в фарс. В то же время Занук, традиционно лично следивший за созданием сценария и дальнейшим производством, фильма, в поставленной сценаристам задаче оговорил, что им следует избегать любого сексуального подтекста в сюжетной линии, связанной с главной звездой фильма Соней Хени. В итоге сексуальную составляющую ленты обеспечивала певица и актриса Этель Мерман — исполнительница роли Фло Келли. Этому персонажу придали стереотипные черты страстной, неразборчивой в средствах и не чуждой насилия брюнетки, которая противопоставлялась столь же стереотипно наивной и неиспорченной блондинке в главной роли. Хени требовала от руководства студии пригласить на главную мужскую роль Тайрона Пауэра — её партнёра по «Тонкому льду», — но это требование не было удовлетворено.
Общую стереотипность сценария подчёркивает тот факт, что для съёмок норвежской деревни использовали установленные в павильоне № 15 декорации, которые за год до этого использовали в другой картине «XX века» — «Хейди» с Ширли Темпл, действие которого происходит в совсем другой европейской стране — Швейцарии. В целом авторы фильма создали на экране полусказочный обобщающий образ «старой Европы». Америка представлена в ленте в другом стереотипном виде — как страна, свободная от угнетения, где человек может даже выбирать, работать или нет.
Слабость сюжета искупали качественные музыкальные и хореографические номера. Так, для сцены народного праздника в Норвегии павильон накрыли огромным чёрным шатром, чтобы имитировать ночные условия. Внутри было сооружено искусственное озеро, окружённое соснами и с двумя 8-метровыми «снеговиками» из папье-маше на фоне. В трёхминутной сцене участвовали 80 фигуристов, которых по требованию руководителя группы обеспечили качественными коньками, мало в чём уступавшими конькам самой Хени (цена за пару составляла соответственно 45 и 70 долларов). Снималась эта сцена десять рабочих дней — в общей сложности не менее 100 часов. В паузах, которые Хени брала, чтобы отдохнуть, её заменял на льду инструктор по фигурному катанию Берт Кларк, с чьей помощью операторы заранее могли выбрать наиболее выгодные ракурсы съёмки. Сама Хени разучила для фильма новый элемент, в котором она поднималась из сидячего положения в стоячее, держа руками поднятую ногу. В процессе тренировок она получила травму, наехав коньком на кусок ваты на льду и ударившись головой, что повлекло лёгкое сотрясение мозга. Мерман исполнила в картине несколько ярких вокальных номеров («Hot and Happy», «You Appeal to Me»), в том числе и таких, которые шли вразрез с разыгрываемым образом роковой женщины.

## Прокат и реакция
К выпуску фильма на экраны студия подошла с размахом, учитывая конкуренцию со стороны уже шедшего в кинотеатрах полнометражного мультфильма «Белоснежка и семь гномов». Реклама была опубликована во всех ведущих газетах, в Вашингтоне был арендован самолёт, который совершал пролёты с рекламирующей фильм растяжкой.
В итоге, когда «Удачная посадка» дебютировала в кинотеатрах Нью-Йорка, в зале Roxy Theater она показала одни из лучших сборов в истории на тот момент — 52 тысячи долларов за первую неделю. Публика одобрительно отнеслась к картине: многие владельцы кинотеатров отмечали, что зрители покидали зал с улыбкой на лице. В основном положительной была и реакция критиков, удостоивших похвал запоминающиеся мелодии, юмор и качество съёмок. Журналисты одобрительно отзывались о «легкомысленном веселье» ленты и оценивали её, как фильм, который могут смотреть дети в отсутствие устрашающих отрицательных персонажей (каким стала перед этим Злая королева в «Белоснежке»). Большинство критиков в своих отзывах сосредоточилось на выступлении Хени (один из них даже жаловался на избыток фигурного катания, утверждая, что норвежка достаточно хорошая драматическая актриса сама по себе, и выражая надежду, что в её следующем фильме этот её талант получит больше внимания). При этом своей доли похвал удостоились также Мерман — как за исполнение песен, так и за яркую игру — и Ромеро, приятно удививший обозревателей в роли, не строившейся, как обычно в его карьере, на танцевальных номерах.